# 앙투안알렉상드르 바르비에
앙투안알렉상드르 바르비에(프랑스어: Antoine-Alexandre Barbier, 1765년 1월 11일 ~ 1825년 12월 5일)는 프랑스의 사서, 서지학자이다.